# Tumba de Herodes

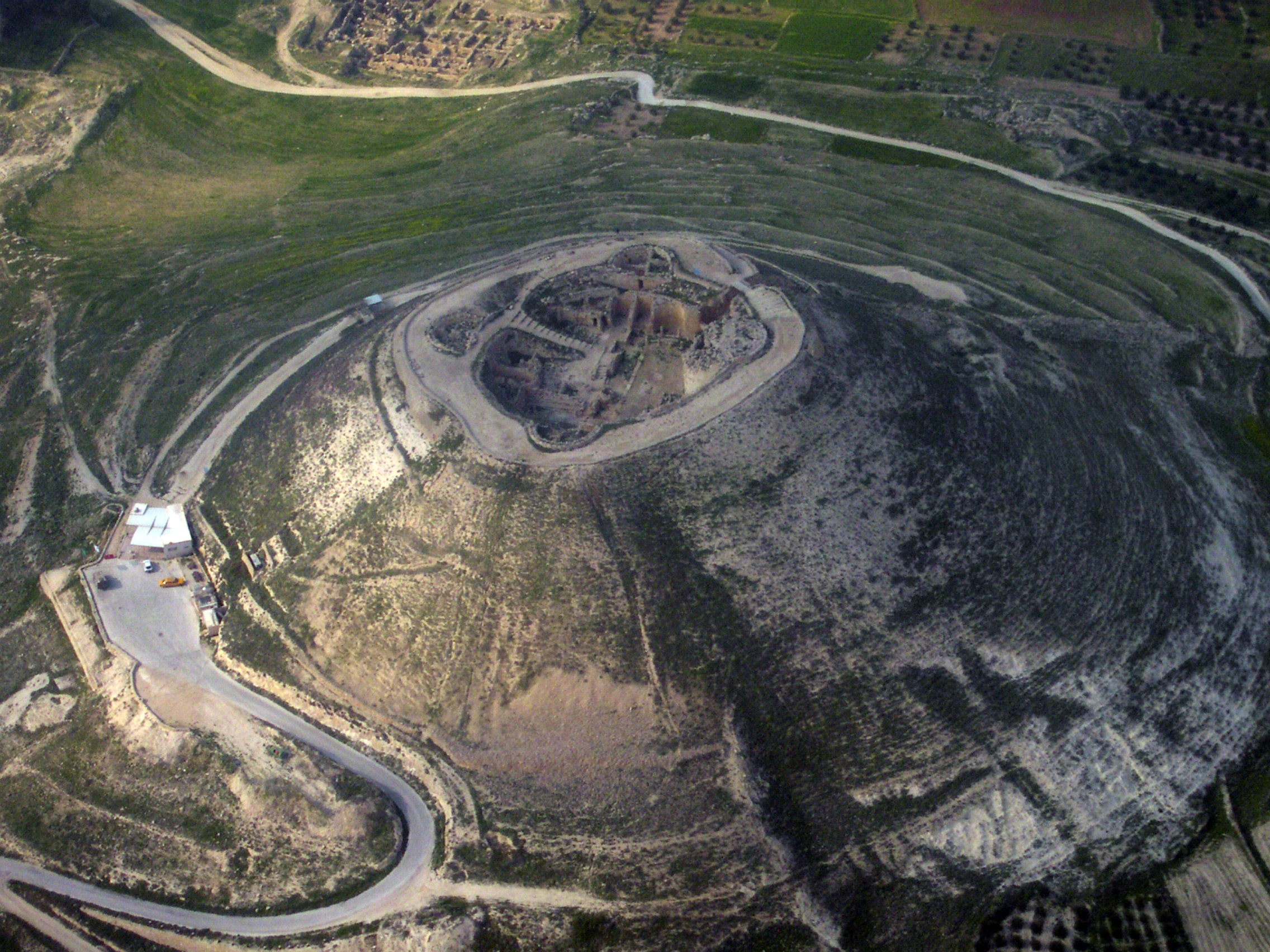
Vista aérea del Herodión, palacio-fortaleza que alberga en su interior la tumba de Herodes.

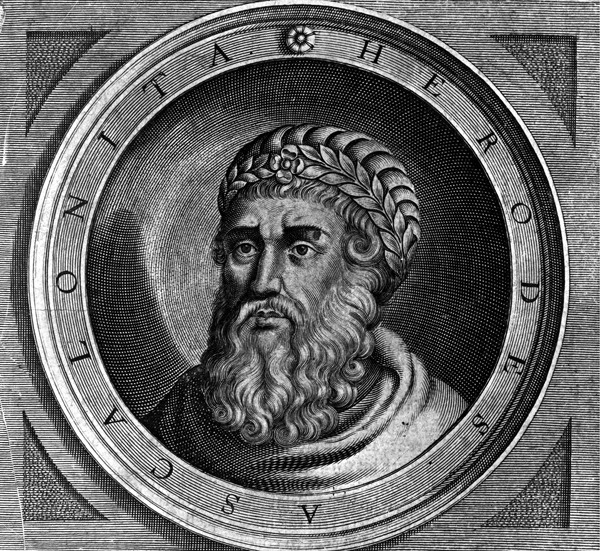
Grabado donde aparece el rey Herodes.

La Tumba de Herodes es el lugar donde se le dio sepultura a Herodes (en hebreo הוֹרְדוֹס Hordos), más conocido como Herodes el Grande (en griego Μέγας ἡρῴδης) o Herodes I (Ascalón, 73 a. C. - Jerusalén, 4 a. C.), rey de Judea, Galilea, Samaria e Idumea, desde el 40 a. C. hasta su muerte, en calidad de vasallo de Roma. Se encuentra a 5 kilómetros al sureste de Belén, en Cisjordania (Palestina).

## Hallazgo de la tumba
La tumba fue descubierta en el año 2007 por el israelí Ehud Netzer, profesor del Instituto de Arqueología de la Universidad Hebrea de Jerusalén, en el Herodión, o Herodium (técnicamente el Herodión Superior), en árabe هيروديون (Djebel al-Fureidis, traducido como "el pequeño paraíso", aunque otras fuentes dicen que es simplemente una corrupción de Herodión), en hebreo הרודיון, que fue un palacio-fortaleza construido por el rey Herodes entre los años 23 y 20 a. C., tras una victoria militar sobre los asmoneos de Jerusalén y que está situado en Cisjordania, a 12 kilómetros al sur de Jerusalén y al noroeste del Wadi Urtas.

## Características
- Tumba de dos pisos.
- Altura: 25 metros.
- Sárcofago con 2,5 metros de largo.
- Se han encontrado más sarcófagos en el lugar

## Conservación
El sarcófago fue destruido deliberadamente y se encontró partido en numerosos fragmentos, se cree que los mismos judíos al considerarlo un traidor y un títere del imperio romano procedieran a la destrucción del sepulcro.
Los restos de Herodes no se encontraban en la tumba, por lo que se ha confirmado que se enterró allí por la situación y características del mausoleo, que solo podrían corresponder a un rey.